# Arismendi (Sucre)
Pour les articles homonymes, voir Arismendi.
Arismendi est l'une des quinze municipalités de l'État de Sucre au Venezuela. Son chef-lieu est Río Caribe. En 2011, la population s'élève à 47 200 habitants.

## Géographie

### Subdivisions
La municipalité est divisée en cinq paroisses civiles avec, chacune à sa tête, une capitale (entre parenthèses) :
- Antonio José de Sucre (San Juan de Unare) ;
- El Morro de Punto Santo (El Morro de Punto Santo) ;
- Puerto Santo (Puerto Santo) ;
- Río Caribe (Río Caribe) ;
- San Juan de las Galdonas (San Juan de las Galdonas).